# Желєзногорськ (Красноярський край)
Желєзного́рськ (рос. Железногорск) — місто з 1954 в Російській Федерації в Красноярському краї. Центр закритого адміністративно-територіального утворення, однієї з територій, на яких розташовані військово-промислові об'єкти з особливим режимом. Проїзд на територію міста ведеться тільки за спецперепустками. До недавнього часу міста не було на цивільних картах.

## Географія
Місто розташоване на берегах невеличких річок Кантат і Байкал (на правобережній частині басейна річки Єнісей) у передгір'ях Атаманівського хребта — відрога Саян, за 64 км північніше Красноярська.

## Історія
26 лютого 1950 року Ради міністрів СРСР видала постанову, підписану Й. В. Сталіним, про будівництво Комбінату № 815 (майбутній Гірничо-хімічний комбінат), комплексу з виробництва збройового плутонію. Секретний комплекс і закрите місто при ньому будували підрозділи Міноборони, МВС і ув'язнені ГУЛАГу.
Для поліпшення внутрішнього постачання побудували залізницю. У той самий час у гірському масиві біля міста проводили роботи з будівництва Комбінату № 815.
Територія міста швидко розширювалася в 1950-ті роки. У 1958 році ГХК був добудований і зданий в експлуатацію. У 1954 році поселення отримало статус міста. Для відкритого листування використовували назву «Красноярск-26» (до 1994 року).

## Відомі люди
Уродженці:
- Казарінова Олена Анатоліївна (1960—2013) — радянська и російська актриса театру і кіно, естради (читець), радіоведуча. Дитинство пройшло в Желєзногорську.
- Сухов Федір Володимирович — радянський російський актор театру та кіно, театральний режисер. Художній керівник, актор та режисер педагогічного театру «Творчий Центр на Набережній».

Почесні громадяни міста:
- Решетньов Михайло Федорович (1924—1996 — вчений, конструктор з УРСР, один з основоположників радянської та російської космонавтики. Академік АН СРСР/Російської академії наук, доктор технічних наук, професор.

## Визначні місця
- Объект «Скала»: как в недрах гранитной горы построили сверхсекретный советский атомный комбинат [Архівовано 19 березня 2018 у Wayback Machine.]